# Raport społeczny
Raport społeczny – prezentacja wyników działalności przedsiębiorstwa w sferze społecznej, zazwyczaj w postaci specjalnie opracowanych publikacji i dokumentów. Jest to działanie, które służy głównie zaspokojeniu zwiększonych potrzeb informacyjnych interesariuszy.
Raportowanie społeczne jest systematycznym procesem komunikowania się przedsiębiorstwa z interesariuszami, opartym na dialogu społecznym, dotyczącym oddziaływania przedsiębiorstwa na otoczenie w następujących obszarach: ekonomicznym, społecznym i środowiskowym. Publikacja raportów społecznych powoduje, że przedsiębiorstwo jest odbierane jako transparentne. Raporty społeczne powinny zawierać informacje jak najbardziej użyteczne dla interesariuszy. Wyzwaniem dla raportowania społecznego jest opracowywanie raportów zgodnie z powszechnie obowiązującymi standardami międzynarodowymi, co umożliwia porównanie ich działalności w sferze ekonomicznej, społecznej i środowiskowej. Podstawą tworzenia większości standardów są Deklaracja Praw Dziecka, Powszechna Deklaracja Praw Człowieka oraz konwencje Międzynarodowej Organizacji Pracy (MOP). Najważniejsze standardy to:
- wytyczne OECD dla przedsiębiorstw wielonarodowych,
- Global Sullivan Principles,
- inicjatywa Global Compact,
- standardy Międzynarodowej Organizacji Normalizacyjnej (ISO),
- Europejski System Zarządzania i Raportowania Środowiskowego (EMAS),
- standard Social Accountability 8000 (SA 8000),
- standard AccountAbility 1000 (AA1000),
- wytyczne Global Reporting Initiative.

Ważne jest również to, aby raporty społeczne były cyklicznie publikowane, co zapewnia interesariuszom możliwość analizy rozwoju przedsiębiorstwa w zakresie wrażliwości społecznej. Regularnie prowadzony proces raportowania społecznego dostarcza przedsiębiorstwu wielu informacji pochodzących z jego otoczenia lub wnętrza, które w przyszłości mogą mieć negatywny wpływ na jego działanie. Opracowywane raporty powinny być wiarygodne, a więc weryfikowane przez zewnętrznych audytorów. Na wiarygodność wpływa również opublikowanie w raporcie wszystkich informacji dotyczących osiągniętych wyników, jak i zamierzeń, które przedsiębiorstwo chce realizować w przyszłości. W raporcie społecznym powinny być przekazywane również informacje dotyczące kwestii problematycznych dla przedsiębiorstwa lub sektora, w którym działa.